# Saucony
Сокони (енгл. Saucony) је амерички произвођач спортске обуће. Сокони је део холдинг компаније Вулварин Ворлд Вајд.(енгл. Wolverine World Wide)

## Историја
Прва фабрика је основана 1989. године у Kutztown, Pennsylvania, на високим обронцима Сокони потока, по чијем имену је компанија добила име. 1910. године, руски емигрант А. Р. Хајд основао компанију за производњу обуће у Кембриџу, Масачусетс, под називом Хајд Спортска Индустрија. Током година, компанија Хајд је постала позната по производњи спортске обуће укључујући брендове као што су SpotBilt и ПФ флајери. Хајд Спортска Индустрија купује Сокони крајем 1960-их, и седиште се пребацује у Кембриџ. У 1979. години, два модела Сокони патика су изабрани у топ 10 најбољих по мишљењу светског тркачког магазина (енгл. Runner's World magazine) а у пролеће следеће године, потражња за производом порасла је 20 пута. Крајем 1980-их, када је Сокони постао доминантан бренд Хајд компаније, име компаније је званично промењено из Хајд Спортска Индустрија у Сокони.
На кутијама Сокони патика била је исписана фраза "сок а кни" (енгл. sock a knee), која представља правилан изговор имена компаније. Сокони лого представља стални проток Сокони потока, као и стене дуж потока. Компанија је популарни произвођач тркачких патика са крампонима - спринтерица, такође Сокони производи патике за специфичне атлетске догађаје.
У 2012. години, Сокони заједно са спортском обућом Кедс (енгл. Keds), Страид Рајт (енгл. Stride Rite) и Спери Топ-Саидер (енгл. Sperry Top-Sider) после заједничког споразума са Блум капитал партнерима (енгл. Blum Capital Partners) и Капитал Златне Капије (енгл. Golden Gate Capital), Сокони је стекао вредност од $1,23 милијарде. Вулверин Ворлд Вајд (енгл. Wolverine World Wide) као највећи извор набавља обућу од мноштва независних произвођача у Азијско-Пацифичком региону и Јужној Америци.

## Обућа
Компанија нуди различите моделе патика које су намењене за тркачке стазе, трчање, ходање.. Сваки од ових типова обуће користи посебну технологију израде за активност за коју је намењена. Патике су намњене за три главе активности: тркање, трчање и шетање. Патике се праве фокусирањем на величину стопала за тркаче, тип трчања и локацију.
Сокони се 3. априла 2018. године удружио са компанијом крофни и кафе базираној у Масачусетс под називом Данкин Донатс како би представио патику инспирисану крофнма од јагоде у част стодвадесетдругом Бостонском маратону. Патика под називом долази у кутији од крофни а уложак патике је прекривен мотивима дуге.

## Оригинална издања
На енглеском "Тhe Originals" - је део Сокони политике који је задужен за повратак првобитних силуета, побољшани модели од најбољих материјала и комбинација боја.

## Сокони спонзорства
Ово је списак спортиста који су под Сокони покровитељством:
- Wallace Spearmon
- Lauryn Williams
- Adam Nelson
- Deedee Trotter
- Tianna Madison
- Monzavous Edwards
- Jessica Young
- Keisha Baker
- Queen Harrison
- Jeremy Hall
- Ryan Wilson
- Porscha Lucas
- Duane Solomon
- LaKya Brookins
- Molly Huddle
- Terrell Wilks
- Jacob Norman
- Nikki Hamblin
- Derval O'Rourke